# Vodní energie

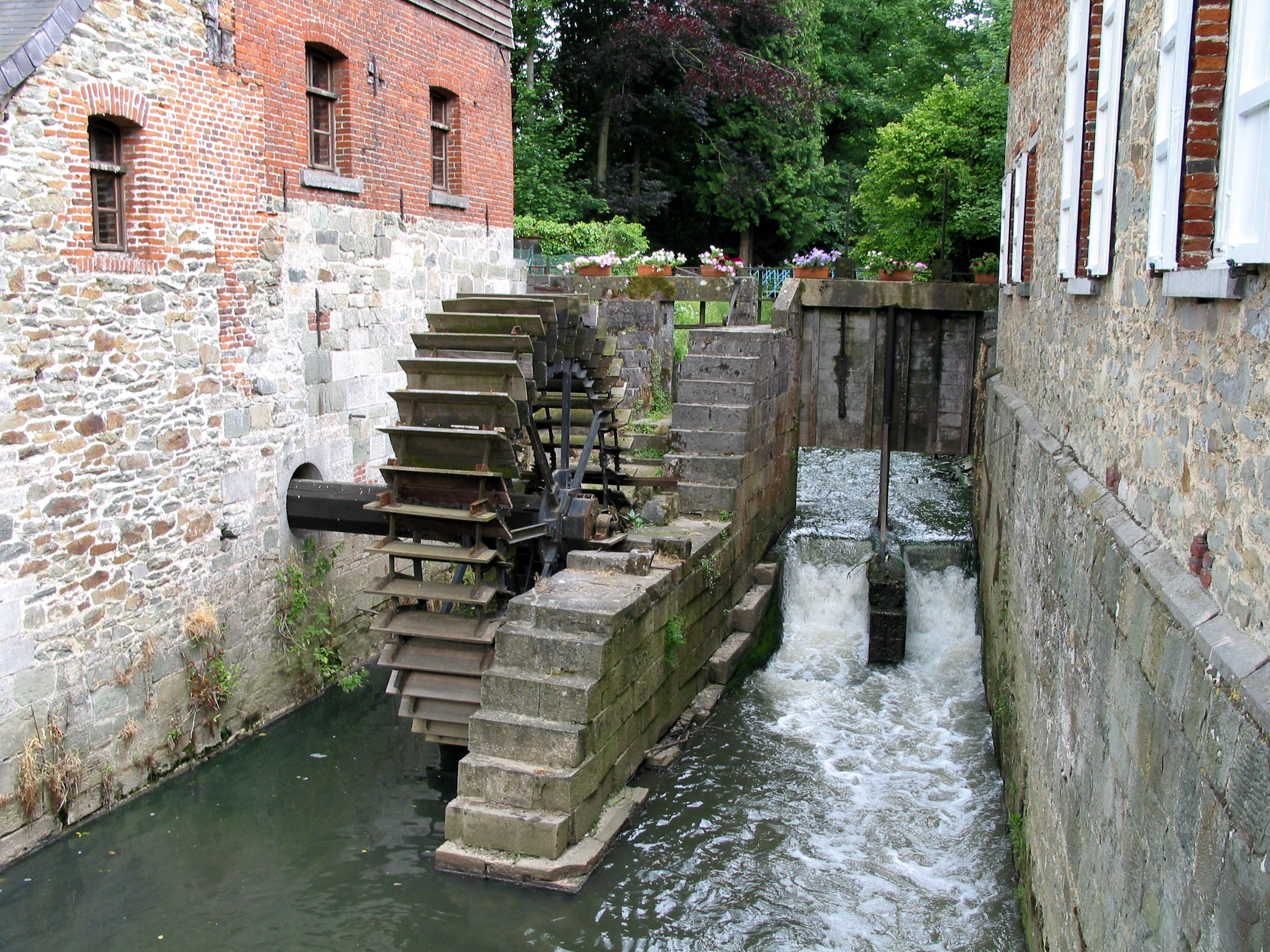
Vodní kolo na spodní vodu (Braiene-le-Château, Belgie, 12. stol.)

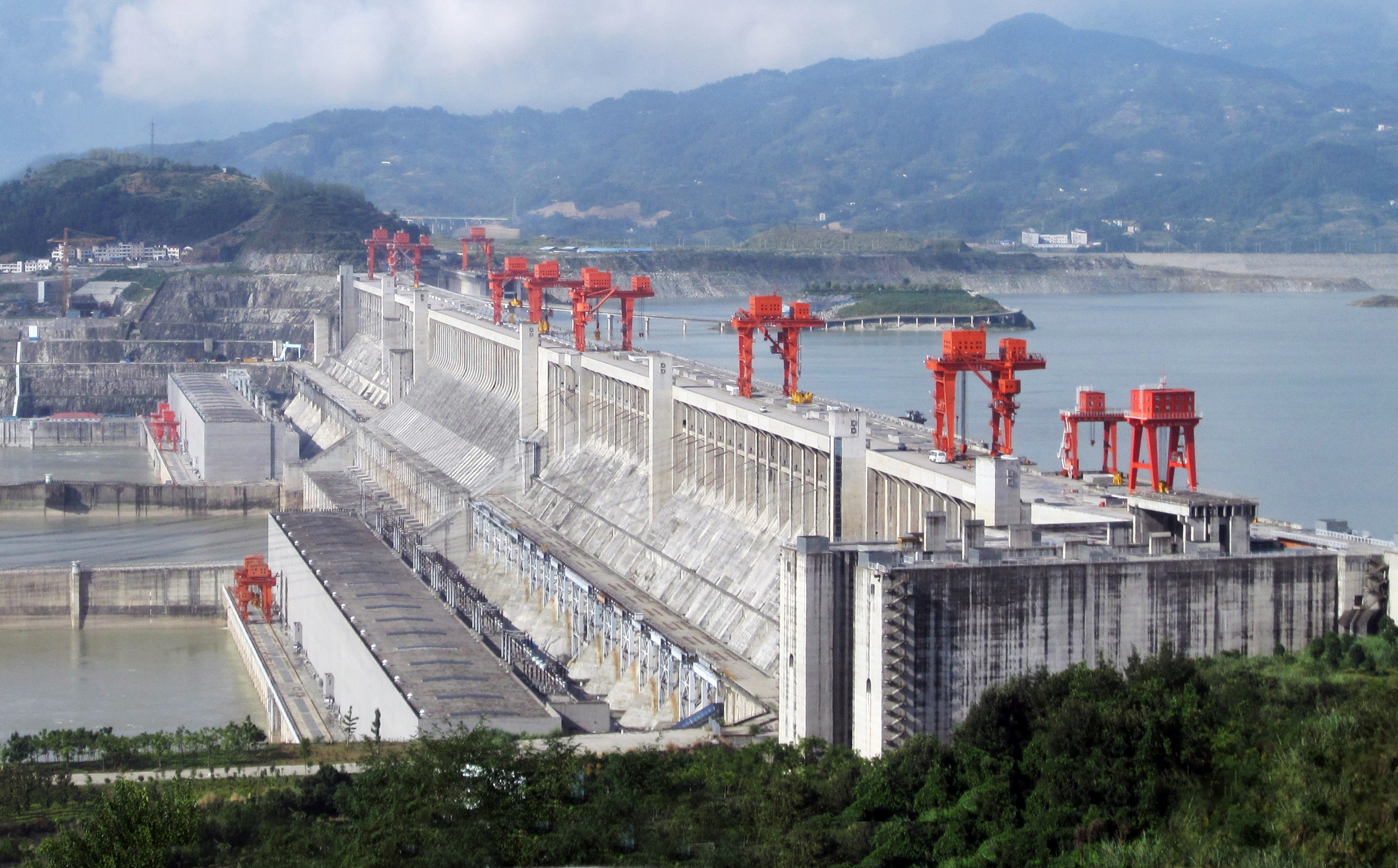
Přehrada Tři soutěsky (Čína, 2009), největší na světě

Schéma Kaplanovy vodní turbíny s generátorem

Vodní energie je zejména polohová (potenciální) a/nebo pohybová (kinetická) energie vody, kterou lze technicky využít k práci, obvykle k pohonu různých strojů a zařízení. V minulosti byla jedním z prvních zdrojů jiné než svalové energie, dnes je její hlavní význam v tom, že je to energie obnovitelná a na rozdíl od jiných zdrojů (např. jaderných) je podle potřeby rychle k dispozici. Používá se hlavně jako záložní či doplňkový zdroj elektřiny, kdykoli její spotřeba přesáhne kapacitu „pomalých“ zdrojů. Dalšími druhy vodní energie je například energie přílivu a odlivu, energie mořských vln, tepelná energie horkých pramenů atd.
Historicky patrně nejstarší zařízení na využití vodní energie bylo vodní kolo na spodní nebo svrchní vodu a užívalo se k pohonu mlýnů, pil, hamrů, případně i čerpadel. Kolo na spodní vodu je jednodušší a využívá jen pohybovou energii tekoucí vody, kdežto kolo na svrchní vodu využívá i polohovou energii. Potřebuje tedy rozdíl hladin mezi vstupem a výstupem vody, který může být například v hornatém terénu k dispozici, ale častěji vyžaduje uměle vytvořený jez, hráz nebo přehradu. Od konce 19. století se vodní energie převádí na mechanickou daleko účinnějšími turbinami, které využívají polohovou energii vody, nadržené v přehradním jezeru. Šest největších elektráren na světě byly v roce 2019 elektrárny u velkých údolních přehrad. Tisíce velkých, středních a malých elektráren po celém světě představovaly v roce 2016 instalovaný výkon asi 1100 GW a vyrobily asi 4100 TWh elektřiny, což je asi 16,6 % světové spotřeby elektřiny. Největší podíl vodní energie na výrobě elektřiny má Norsko, které jím pokrývá celou vlastní spotřebu. V České republice se v roce 2013 vyrobilo asi 56,7 TWh elektřiny, z toho vodní elektrárny asi 2,73 TWh, čili asi 4,8 %; v roce 2018 vzrostl na 10,9%.. Ve Slovenské republice byl tento podíl podstatně vyšší, asi 19,3 %.

## Historie
Vodní energie se využívá již od starověku. Nejprve to bylo k dopravě (splavování lodí a vorů či dřeva po proudu řek), později k pohonu strojů (mlýnů, hamrů, čerpadel – například vodního trkače – a pil).
K rozšíření jejího využívání v Evropě došlo v období středověku zásluhou mnišských řádů (především benediktinů a cisterciáků), jejichž kláštery ji nejen hojně využívaly, ale též si mezi sebou relativně rychle předávaly vylepšení zvyšující efektivitu jejího využití.
Převažujícím způsobem využití vodní energie se později stala výroba elektřiny. První vodní elektrárna byla postavena v Niagara Falls ve státě New York v USA v roce 1879.

## Současnost
Velký podíl celkové produkce elektřiny vykazují vodní elektrárny např. v Norsku (99,5 %), Švýcarsku (56,4 %) nebo v Kanadě (61 %). Důležité jsou dnes i přečerpávací vodní elektrárny, které akumulují energii a vyrovnávají rozdílnou spotřebu elektrické energie, hlavně z toho důvodu, že jaderné a tepelné elektrárny reagují na výkon odebíraný sítí mnohem pomaleji než elektrárny vodní.
Mezi obnovitelnými zdroji energie v České republice dominují vodní elektrárny. Převážnou většinu obnovitelných zdrojů získává ČEZ nikoli díky solárním farmám či polím osázeným větrnými elektrárnami (tzv. větrné parky), ale pomocí vodních elektráren. V současné době 21 vodních děl vyrábí zhruba 83 % obnovitelné energie skupiny ČEZ (830 MWh elektrického výkonu)
V Evropě je potenciál vodní energie prakticky vyčerpán, ale nové zdroje je možno zřídit v jiných částech světa.